# مر يا حلو (مسرحية)
مر يا حلو مسرحية كوميدية من إنتاج شركة لادوري أنتجت هذه المسرحية سنة 2015 واستمرت عروضها لغاية فبراير 2016 من كتابة محمد الكندري وتدور احداث المسرحية حول ليلة رأس سنة 2050 والمسرحية من بطولة: حسن البلام ومشاري البلام واحمد العونان وفهد البناي وميس كمر ومبارك المانع وفوز الشطي ومني حسين عبدالله الخضر ومحمد الرمضان وعبدالعزيز النصار وميثم الحسيني وصالح البلام وعرضت المسرحية في الكويت وفي الولايات المتحدة في الكويت عرضت علي مسرح اليرموك وعلي مسرح الاوبرا وفي أمريكا عرضت في ولاية سان ديغو وتعتبر هذه المسرحية الرابعه من إنتاج شركة لادوري بعد مسرحية كشتة ومسرحية الياخور ومسرحية يواش يواش الذين لقو نجاح كبير في الكويت والخليج [وصلة]